# Josip Ružička
Josip Ružička (Otkopi, kraj Daruvara, 10. kolovoza 1919. – Orahovica, 7. veljače 1945.) je bio sudionik Narodnooslobodilačke borbe i narodni heroj Jugoslavije.

## Životopis
Rođen je 1919. godine u selu Otkopima kraj Daruvara. Poslije završene osnovne škole u Končanici, zaposlio se kao sezonski najamni radnik u Ribnjačarstvu Končanica. Radnička organizacija stvorena je 1929., a ozbiljnije je počela djelovati od 1936. godine. Te godine radnici su, petodnevnim štrajkovima, uspjeli izboriti od poslodavaca skraćenje radnog vremena s 12 na 10 sati i povećanje nadnice za 50 para. Ružička je tijekom štrajka sprječavao novu radnu snagu u obavljanju posla, koju su iz susjednih sela angažirali poslodavci. 
U listopadu 1941. godine, Ružička je bio pozvan u domobransku vojsku. Isprva je bio u Požegi, a zatim je dobio premještaj u Zagreb. Tamo se povezao sa simpatizerima Narodnooslobodilačkog pokreta. U veljači 1942. godine, otišao je na dopust u rodno mjesto, gdje je već bio formiran Narodnooslobodilački odbor. Ružička, kao simpatizer NOP-a, predao je svoje oružje, pištolj i odoru NOO-u, te se u civilnom odijelu vratio u Zagreb. U Zagrebu su ga ustaše uhvatili i zatvorili. U ožujku 1942. godine, uspio je pobjeći iz zatvora, nakon čega se prebacio na sektor Garića, gdje se povezao s partizanima.
Isprva je bio borac, vodnik, pa zapovjednik čete. Sa skupinom suboraca je razoružavao mnoge domobrane i ustaše. U jesen 1942. godine, prešao je s jednom skupinom na sektor Daruvara, vodeći uz put borbe protiv raznih neprijateljskih postrojbi. Tada je bio i ranjen, pa je izvjesno vrijeme morao ostati u Otkopima na liječenju, gdje je pomagao u radu NOO-a. Kad je ozdravio, vratio se u postrojbu. Početkom 1943. godine, bio je primljen u Komunističku partiju Jugoslavije. Poslije toga, otišao je na pohađanje srednjeg partijskog tečaja.
Dana 3. svibnja 1943. godine, postao je zapovjednik novoformiranog Čehoslovačkog bataljuna, koji je bio pod neposrednim zapovjedništvom Treće operativne zone. U sastavu Sedamnaeste slavonske brigade NOVJ-a, bataljun je s Javornika i preko Psunja prešao na Banovinu. Tada je bataljun, pod Ružičkinim zapovjedništvom, izveo uspješnu akciju protiv neprijatelja kod Zelenika. U akciji je bio ranjen, pa se ponovno vratio u Otkope na liječenje i nastavio rad u NOO-u.
Poslije oporavka, otišao je u Štab Dvanaeste divizije, a u veljači 1944. godine postao je zapovjednik Čehoslovačke brigade „Jan Žižka“, osnovane 26. listopada 1943. godine u Bučju. U borbama brigade u Moslavini, Slavoniji, Požeškoj kotlini i Posavini više je puta bio ranjavan. Zbog vojnog usavršavanja, u zimu 1944. godine, napustio je postrojbu. Završio je vojnopolitički tečaj u Štabu Šestog slavonskog korpusa. U veljači 1945. godine, ponovno se vratio u brigadu „Jan Žižka“ na dužnost zapovjednika brigade. Na toj dužnosti je poginuo kao major NOVJ-a, 7. veljače 1945. godine, kod Orahovice, u borbama protiv njemačkih snaga.

## Nasljeđe
Ukazom predsjednika Federativne Narodne Republike Jugoslavije Josipa Broza Tita, 24. srpnja 1953. godine, proglašen je za narodnog heroja.
Njegovo ime nosi Češka osnovna škola „Josip Ružička” u Končanici.

## Vanjske poveznice
- Češka osnovna škola Josipa Ružičke, Končanica